# Laura csillaga és a titokzatos sárkány
A Laura csillaga és a titokzatos sárkány (eredeti cím: Lauras Stern und der geheimnisvolle Drache Nian) 2009-ben bemutatott német 2D-s számítógépes animációs film, amelyet Piet De Rycker és Thilo Rothkirch rendezett. A forgatókönyvet Piet De Rycker, Rolf Giesen, Thilo Rothkirch és Klaus Baumgart írta, a zenéjét Guy Cuyvers és Henning Lohner szerezte, a producere Maya Gräfin Rothkirch és Thilo Rothkirch, a főszerepben Annabel Wolf hangja hallható. 
Németországban 2009. szeptember 24-én mutatták be.

## Szereplők
| Szereplő       | Eredeti hang          | Magyar hang |
| -------------- | --------------------- | ----------- |
| Laura          | Annabel Wolf          |             |
| Laura apja     | Heinrich Schafmeister |             |
| Ling-Ling      | Mariann Schneider     |             |
| Nian           | Dirk Bach             |             |
| Tommy          | Sandro Iannotta       |             |
| Anya           | Brit Gülland          |             |
| Ling-Ling apja | Gregor Höppner        |             |